# Округ Макон (Монтана)
Макон (енгл. McCone County) је округ у америчкој савезној држави Монтана.

## Демографија
По попису из 2010. године број становника је 1.734, што је 243 (-12,3%) становника мање него 2000. године.
| Група             | 2000.         | 2010.         |
| Белци             | 1.903 (96,3%) | 1.689 (97,4%) |
| Афроамериканци    | 6 (0,3%)      | 4 (0,2%)      |
| Азијати           | 6 (0,3%)      | 2 (0,1%)      |
| Хиспаноамериканци | 19 (1,0%)     | 13 (0,7%)     |
| Укупно            | 1.977         | 1.734         |